# Areta de Cirene
Areta de Cirene (en griego: Ἀρήτη; fl. siglo IV a. C.) fue una filósofa de la escuela cirenaica, hija de su fundador, Aristipo de Cirene, y maestra a su vez de su hijo Aristipo el Joven.

## Biografía
Aprendió filosofía de su padre, Aristipo de Cirene, que fue alumno de Sócrates. A su vez, enseñó filosofía a su hijo, Aristipo el Joven, por lo que este fue apodado "Metrodidactos" ("educado por la madre", en griego: μητροδίδακτος). Areta es a veces descrita como la sucesora de su padre en la dirección de la escuela cirenaica, aunque pudo haber sido su hijo el que fundó formalmente la escuela. Supuestamente escribió cuarenta obras.
Entre las falsas epístolas socráticas (que datan probablemente del siglo I) hay una carta apócrifa dirigida a Areta. En esta carta, Areta es representada viviendo una vida bastante próspera en Cirene. Arístipo le dice "aún tienes dos huertas, suficiente para una vida lujosa; la propiedad de Berenice, por sí sola, podría proporcionarte un nivel de vida muy alto". Arístipo le sugiere que, tras su muerte, debería "ir a Atenas, después de haber dado a Arístipo [el Joven] la mejor educación posible". Sugiere que debería vivir con Jantipa y Mirto, y que debería tratar a Lamprocles como si fuera su propio hijo, y adoptar a "la hija de Eubois, a la que solías tratar como si fuese libre". Por encima de todo, le urge a "cuidar del pequeño Arístipo para que sea digno de nosotros y de la filosofía, que es la auténtica herencia que le dejó, ya que en otros aspectos tendrá a los funcionarios de Cirene como sus enemigos".
John Augustine Zahm (escribiendo bajo el pseudónimo de Mozans), sostenía que el estudioso del siglo XIV Giovanni Boccaccio tenía acceso a los "primeros escritores griegos", lo que le permitió elogiar especialmente a Areta "por la variedad y amplitud de sus logros":
Se dice de ella que enseñó filosofía natural y moral en las escuelas y academias de Ática durante treinta y cinco años, que escribió cuarenta libros, y que contó con ciento diez filósofos entre sus alumnos. Gozaba de tanta consideración por parte de sus compatriotas que inscribieron un epitafio en su tumba declarándola ser el esplendor de la Antigua Grecia y poseer la belleza de Helena, la virtud de Penélope, la pluma de Aristipo, el alma de Sócrates y la lengua de Homero.